# Leptotarsus (Macromastix) subobsoletus
Leptotarsus (Macromastix) subobsoletus is een tweevleugelige uit de familie langpootmuggen (Tipulidae). De soort komt voor in het Australaziatisch gebied.